# SN 2002ej
SN 2002ej – supernowa typu II odkryta 9 sierpnia 2002 roku w galaktyce NGC 6324. W momencie odkrycia miała maksymalną jasność 17,50m.